# 蘇黎世草蜢足球俱樂部
蘇黎世草蜢足球俱樂部（Grasshopper-Club Zürich），常簡稱為GC、GCZ或草蜢，是瑞士的一家足球俱樂部。蘇黎世草蜢成立於1886年9月1日，是瑞士最為知名和成功的足球俱樂部之一。主場設在蘇黎世。草蜢與蘇黎世FC之間的德比戰被稱為「蘇黎世德比」。

## 榮譽
- 瑞士足球超級聯賽冠軍：27次
  - 1898, 1900, 1901, 1905, 1921, 1927, 1928, 1931, 1937, 1939, 1942, 1943, 1945, 1952, 1956, 1971, 1978, 1982, 1983, 1984, 1990, 1991, 1995, 1996, 1998, 2001, 2003；

- 瑞士盃冠軍：19次
  - 1926, 1927, 1932, 1934, 1937, 1938, 1940, 1941, 1942, 1943, 1946, 1952, 1956, 1983, 1988, 1989, 1990, 1994, 2013；

- 瑞士聯賽盃冠軍：2次
  - 1973, 1975；

- 瑞士超級盃冠軍：1次
  - 1989；

- 圖圖盃冠軍：2次
  - 2006, 2008

## 外部連結
- （德文） 官方網站（页面存档备份，存于）